# فيات مولتيبلا
فيات مولتيبلا [بحاجة لمصدر](النوع 186) هي سيارة متعددة الاستخدامات مدمجة أنتجتها شركة صناعة السيارات الإيطالية فيات من 1998 إلى 2010 واستنادًا إلى شركة «برافا»، كانت مولتيبلا أقصر وأعرض من منافسيها. تحتوي على صفين من ثلاثة مقاعد، حيث كان لدى المنافسين صفان في المقاعد الأمامية. تم إصدار هوندا FR-V، التي تشترك في تصميم المقاعد في عام 2005، وبدأت المبيعات في إيطاليا في نوفمبر 1998.
كانت مولتيبلا أقصر من سيارة فيات برافو ذات الأبواب الثلاثة التي استندت إليها، بينما كانت توفر مقاعد أكبر وحجمًا للأمتعة.
على غرار عدد من فيات الحديثة الأخرى، أعادت مولتيبلا استخدام اسم سيارة سابقة، في هذه الحالة بديل مولتيبلا من فيات 600 الذي تم انتاجها خلال الخمسينيات والستينيات. تم تسويق مولتيبلا من عام 2008 إلى عام 2013، بموجب ترخيص في الصين باسم «زوتيي M300 لانجي»، باستخدام مجموعات الادوات المفككة من إيطاليا. قامت زوتيي بتسويق ما مجموعه 220 جميع الإصدارات الكهربائية من M300.

## التصميم
عُرض التصميم الخارجي والداخلي لمولتيبلا في متحف الفن الحديث (MOMA) في نيويورك خلال معرض «طرق مختلفة - سيارات للقرن القادم» في عام 1999.
وقد فازت بجائزة توب جير للعام (2000)، بالإضافة إلى «أبشع سيارة» في نفس جوائز البرنامج كما صُوت عليها كأفضل سيارة عائلية من مجلة توب جير لأربع سنوات متتالية، من 2001 إلى 2004. في يوليو 2000، في نهاية سلسلة سنوات سيارات كلاركسون، مُنحت «سيارة العائلة».
بدأت مبيعات مولتيبلا في إيطاليا في يناير 1999، ولكن معظم الأسواق الأخرى اضطرت إلى الانتظار لمدة عام آخر قبل استلام الواردات. بيع مولتيبلا جيدًا مع المشترين الإيطاليين، لكن المبيعات في أماكن أخرى كانت أقل نجاحًا. خضع مولتيبلا لعملية تغيير كبيرة في يونيو 2004، للتخلي عن تصميمه الأصلي والحصول على مظهر أكثر تقييدًا.
كان هذا بهدف جذب المزيد من المشتركين، مما جعلها تصل إلى الإشادة من النقاد وضعتها صحيفة ديلي تلغراف في المرتبة الثانية على قائمتها لأبشع 100 سيارة في أغسطس 2008، قائلة سخرية من رقة إنتاجها خلال الثمانينيات وأوائل التسعينيات:«تجرأت فيات على البدء في التفكير خارج الصندوق ومع ذلك، في هذه الحالة، لقد أضافت ببساطة عجلات إلى الصندوق».
سُميت مولتيبلا أيضًا بأبشع سيارة على الإطلاق من قبل قراء Car Throttle في يناير 2014، في فبراير 2018، صنفتها صحيفة صنداي تايمز على قائمة أبشع السيارات، قائلة: «مأساة مولتيبلا هي أن الجزء الخارجي محاط بمقصورة داخلية ذكية وواسعة حقًا، ولم تكن القيادة أمرًا سيئًا أيضًا، من العار إذن أنك تفضل أن تمشي على أن ترى ما بداخلها».

## مستويات القطع - الولايات المتحدة
- مولتيبلا SX: نموذج أساسي متوفر مع محركات البنزين أو الديزل.
- مولتيبلا ELX: تكييف إضافي، وفتحات سقف كهربائية مزدوجة، وعجلات معدنية، ونوافذ خلفية كهربائية، بالإضافة إلى مقاعد ذات ألوان زاهية نظيفة وممسحة خاصة.

في يونيو 2004، عندما خضعت مولتيبلا ل "فيس لفت"، تم استبدال مستويات القطع هذه لاحقًا بـ Dynamic ، Dynamic Family ، Dynamic Plus.

## الغرفة الداخلية والمرونة
أشاد الصحفيون بالجيل الجديد من مولتيبلا عند إطلاقه بمرونته والذي يسمح بتكوين المقاعد الثلاثة المتجاورة في مولتيبلا بتعديل المقاعد الأمامية، وإزالة ونقل المقاعد الخلفية إلى العديد من التنسيقات. كما أنها توفر مساحة كبيرة للأمتعة تبلغ 430 لترًا (15 قدمًا مكعبًا)، والتي يمكن أن تزيد إلى 1900 لتر (67 قدمًا مكعبًا) من مساحة التحميل الأرضية المسطحة، مع إزالة المقاعد الثلاثة الخلفية من السيارة.

## زوتيي M300 (النسخة الصينية المعدلة)
من ديسمبر 2008 إلى سبتمبر 2010، قامت زوتيي بتجميع مولتيبلا 2 من مجموعات KD، في مصنعها في تشانغشان، وتسويقها في الصين باسم مولتيبلان. في أكتوبر 2010، بدأت زوتيي في بناء نسخة من مولتيبلا 2، باستخدام المزيد من الأجزاء المصنوعة محليًا من أجل تقليل التكاليف؛ الإصدار الجديد يسمى «لانجي» في الصين. هناك نوعان: M300 (يعمل بالمحرك) و M300 EV هو كهربائي.